# Ajtós
Ajtós elpusztult középkori település Békés vármegyében, Gyula határában.

## Fekvése
Gyula mai határában a történelem folyamán sok község létezett, ezek egyike volt Ajtós. Nevét ma Ajtósfalva, Gyula egyik peremkerülete őrzi.
Az egykori Ajtós a mai Gyulától ÉNy-ra, a Körös hordalékhátán feküdt.
1874-ben Haan Lajos és Sztraka Ernő Gyulától ÉNy-ra azonosította a falu és a templom helyét.
Karácsonyi János az elpusztult falut a ferences rendház helyén vélte felfedezni.
1934-ben Implom József ásatott Ajtóson, de középkori leleteket nem talált.
1991-ben Dr. Szatmári Imre meghatározta a falu helyét, de templomát nem sikerült megtalálnia.
Albrecht Dürer leírása:
"Én, ifjabb Albrecht Dürer, összegyűjtöttem édesapám feljegyzéseiből, honnét származott, hogy került ide, hogyan élt és hogyan halt meg békében" - írta 1524 karácsonya után Nürnbergben Családi krónika című művében Dürer Albert. 
Ugyanebben az írásban olvasható az is: "Idősebb Albrecht Dürer a magyar királyságban született egy Ajtós nevű kis faluban, Gyula városa közelében, nyolc mérföldnyire Várad alatt, a családja pedig marha- és lótenyésztésből tartotta fenn magát. (…)"

## Nevének eredete
Nevét 1404-ben említik először, majd 1418-ban, 1456-ban, 1510-ben, 1532-ben is tesznek róla említést. Utoljára 1556-ban Eytas néven szerepel az okiratokban.

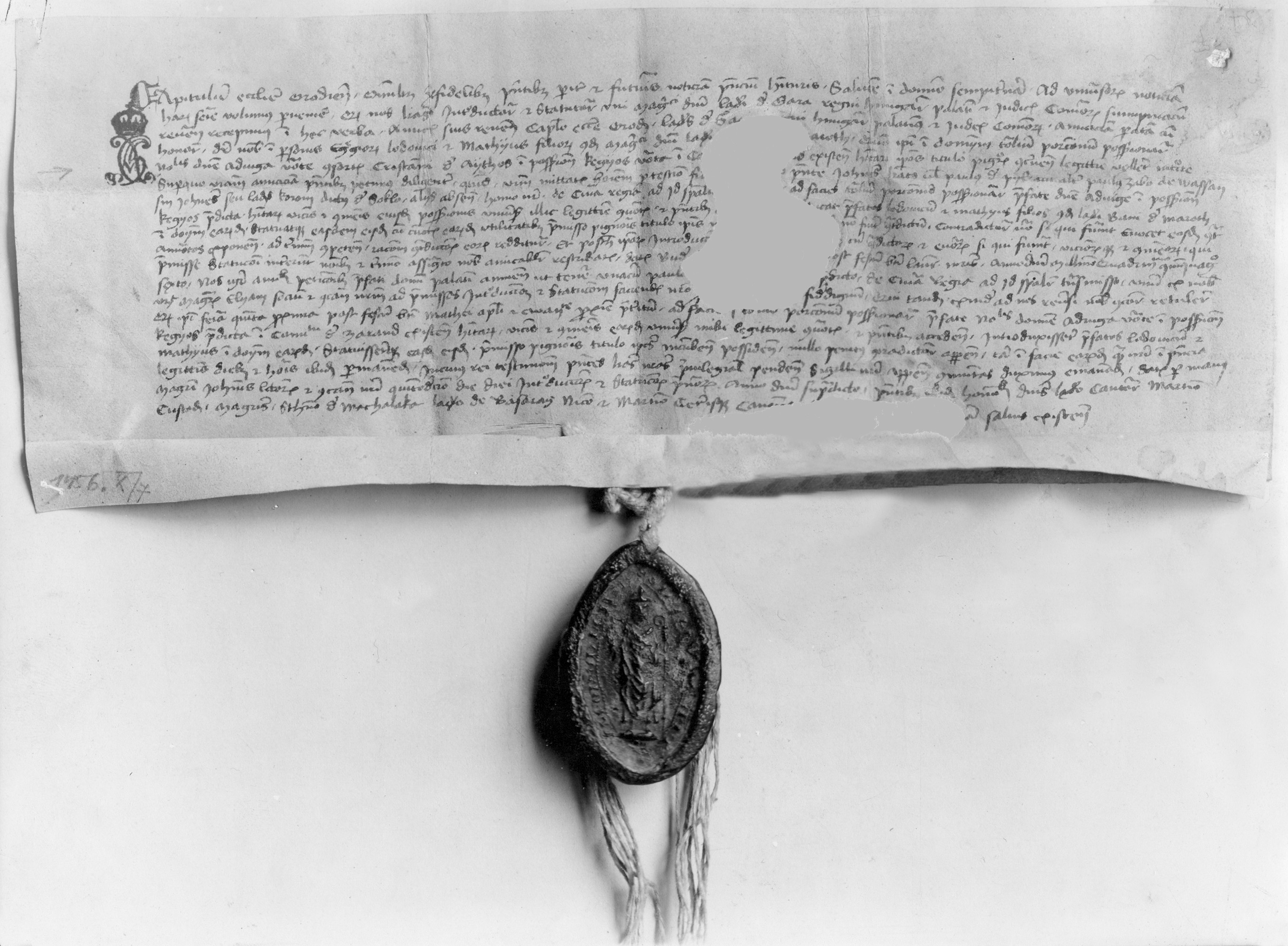
1456. október 7. Az aradi káptalan oklevele

Nevét 1456-ban egy oklevél említi: „Az aradi káptalan bizonyítja, hogy néhai Maróthy László bán fiait – Lászlót és Mátét – beiktatta az Ajtóst Keresztélyné által elzálogosított Zaránd megyei Kégyós birtokba.”
Gyula várával „délnyugotról határos Apáthi és Kigyós; nyugotról mai határabeli Fövényes; - úgy határos Csaba, 's mai határabeli Vesze és Ajtos”. Lejjebb ugyancsak Ajtósról írja: „Ajtos – mai nevén Ajtosfok 1517-dik évben a ' budai káptalannak egy hiteles oklevele szerint : Ajtos Mihály és Ferencz birtoka volt, most gróf Wenckheim József Gyula alatti majorsági birtoka a' fejér Körös jobb partján, egész – az elébbi szám alatt emlitett Veszéig elterjed ő nagy erdejével.

## A településsel kapcsolatba hozható személyek nevei
- Keresztélyné

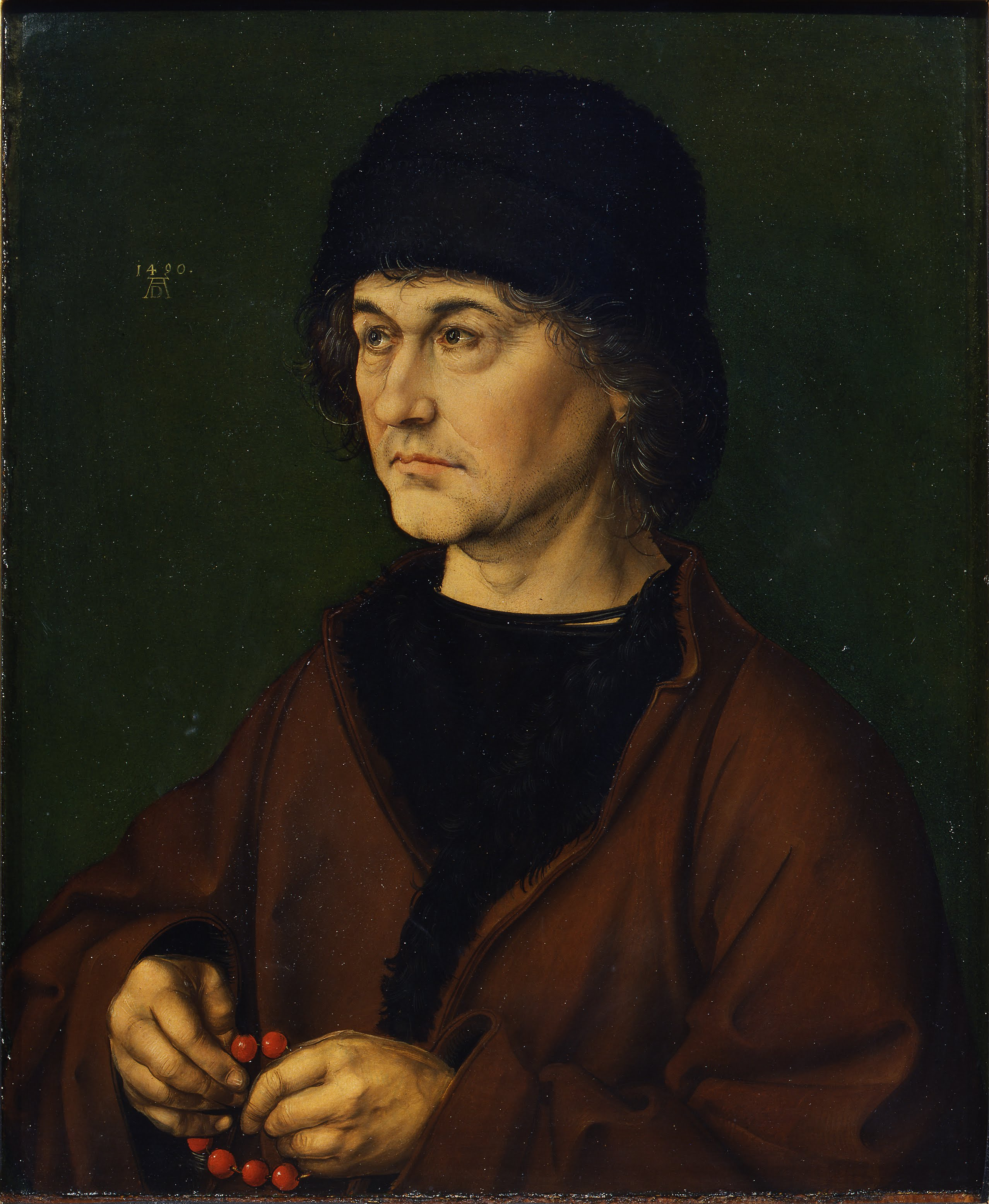
Idősebb Albrecht Dürer

- id. Albrecht Dürer aranyműves, ifj. Albrecht Dürer reneszánsz festő apja
- Aythossy Péter
- Aythossy Imre és özvegye Erzsébet
- Aythossy Mihály és özvegye Klára
- Egey András és Aythossy Márta fiuk: Egey Mihály
- aythosi Tewrek János
- aythosi Tewrek Ferenc
- Fodor …..né Katalin
- Corvin János herceg és özvegye, Frangepán Beatrix

## A Pallas nagy lexikonában
"Ajtós hajdan falu Békésmegyében, a Fehér-Körös jobb partján, most puszta a gr. Wenckheim-féle birtokon; a XV. és XVI. században az ajtósi Ajtósiak birtoka volt; e család magvaszakadtával a falu elpusztult, 1561-ben már nem létezett. A XV. században itt született Száraz Antal, az Ajtosiak jobbágya, ki később az ekeszarvát elhagyván, Gyulán az aranymüvességet kitanulta s nagybátyja volt a nevét németesített Dürer Albrecht híres festésznek. V. ö. Haan, Békésvármegye hajdana. l. 100."

## A nyomdászat történetében
Haan Lajos békéscsabai prédikátor 1878-ban kiadott művecskéjével teljesen tisztázta a kérdést. Bebizonyította, hogy az az Eytas község, melyet Dürer családi fészkének állít, a Gyula mellett fekvő Ajtós falu volt, melyet a törökök pusztítottak el a hódoltság alatt. Dürer magyar neve tehát Ajtósi. Erre vall a család nemesi címere is, mely hármas halmon kitárt ajtót ábrázol; de meg Dürer nem egyszer írta magát Thürer-nek, ami az Ajtósi egyszerű fordítása. "A sokáig komolyan emlegetett Száraz tehát csak a délibábos nyelvészkedés gyártmánya, sok társával egyben, akiket, ha elé akarnék sorolni, épp teli lenne velük ez a kis könyv".
Dürer Albert magyar származású ember volt. Öregapja még a Békés vármegyei Ajtós községben szántóvetősködött. Édesapja aranymíves mesterséget tanult Gyulán, s vándorútján jutott el Nürnbergbe, ahol megragadt, feleségül véve mesterének a leányát, aki az idők folyamán tizennyolc gyermekkel ajándékozta meg őt. Az ilyes bő istenáldás akkoriban úgy látszik divat volt Nürnbergben; a híres könyvnyomtató Koberger Antoniusnak például nem kevesebb mint huszonhat gyermeke volt, kiknek egy része az édesapja vállalkozásainál talált foglalkozást. Dürer Albertet is kezdetben a maga nobilis mesterségére, az aranyművességre fogta az apja, de a fiút magasabb művészi ambíciók hevítették, s hosszas rimánkodására apja belenyugodott, hogy Wolgemuthoz menjen inasnak.

## Nevezetességei
- Wenckheim-kastély